# Columbus Delano
Columbus Delano (4 de junio de 1809-23 de octubre de 1896) fue un abogado y político  miembro de la prominente familia Delano. 

## Política
Delano fue elegido al Congreso de los Estados Unidos por Ohio durante dos mandatos; el primero de 1845 a 1847 y el segundo desde 1865 a 1867.  Antes de la Guerra Civil, Delano apoyaba el movimiento del partido Partido de las Tierras Libres, que estaba en contra de la propagación de la esclavitud en los territorios occidentales. Durante la Reconstrucción Delano abogó por la protección estatal de los derechos civiles de los afroamericanos, y argumentó que los antiguos estados confederados eran estados reales, pero que no formaban parte de los Estados Unidos. 

## Conflictos raciales
Delano se desempeñó como Secretario del Interior del Presidente Grant durante una época de rápido expansionismo hacia el oeste. Delano tuvo que lidiar con los conflictos entre las tribus americanas nativas y los colonos. El Secretario Delano fue instrumental en la creación del primer parque nacional de Estados Unidos, la supervisión de la primera expedición científica exploratoria a Yellowstone financiada federalmente  en 1871.  Delano creía que la mejor política india era asignar tribus de nativos americanos en reservas del territorio indio, en la creencia de que la vida tribal “comunal” condujo a las guerras y el empobrecimiento de los indios nativos.  Delano creía que el sistema de reservas protegía humanamente a los nativos americanos de la invasión de colonos occidentales. Abogó por la asimilación y la independencia India de los fondos federales.  Delano apoyó la masacre del búfalo, esencial para el estilo de vida de los indios de las llanuras, con el fin de detener su caza nómada. 
El mandato de Delano se vio empañado por la especulación y la corrupción en el Departamento del Interior por los agentes de la Oficina de Asuntos Indios que se hicieron pasar por abogados y secretarios de patentes que se hicieron ricos a través de concesiones fraudulentas de tierras. Delano fue obligado a dimitir por el presidente Grant en 1875. Los historiadores creen que aunque Delano era personalmente honesto, no era un reformador, y era descuidado en su gestión del Departamento de Interior.

## Primeros años
Columbus Delano nació el 5 de junio de 1809 en Shoreham, Vermont. Sus padres fueron James Delano y Lucinda Bateman. A la edad de 8 años su familia se mudó a Mount Vernon, en el Condado de Knox,  Ohio, el lugar que é llamaría hogar durante el resto de su vida.  En 1819, Delano se quedó sin un protector natural, y se mudó a Lexington, Ohio, donde trabajó en una fábrica de lanas. Delano sirvió como fiscal para el condado de Knox de 1826 a 1830. En aquel momento se asoció con el Partido Whig, y sus opiniones políticas eran impopulares. En 1828, mientras se desempeñaba como fiscal, Delano entró y estudió en la oficina legal de Homero Curtis en el Mount Vernon y él fue admitido en el colegio de abogados en 1831. 

## Político Whig
Miembro del Partido Whig Delano entró en la vida política activa en 1844 y fue elegido a la Cámara de Representantes de los Estados Unidos como Whig.  Después de cumplir su mandato de dos años decidió no presentarse de nuevo, y se centró, sin embargo, en la política de Ohio, lanzándose en una infructuosa oferta para la gubernatura en 1847. 

## Afiliación al Partido Republicano
Con la desaparición del partido Whig, Columbus Delano se convirtió en delegado de Ohio para la Convención Nacional Republicana en 1860, apoyando la candidatura de Abraham Lincoln como presidente.

## Congresista de los Estados Unidos
Delano fue elegido congresista por Ohio en 1864 y sirvió dos mandatos hasta 1869. Como congresista Delano apoyó la Reconstrucción Radical; creyendo que el Sur era un caos después de la Guerra Civil Americana y el despliegue militar en los estados del sur era necesario para mantener la paz.

## Comité de Rentas Internas
Después de terminar su mandato, Delano se mantuvo activo en la política del partido y fue nombrado Comisionado de Impuestos Internos en marzo de 1869 hasta el 1 de noviembre de 1870.

## Secretario del Interior
Delano fue Comisario de Rentas Internas, hasta el 1 de noviembre de 1870, cuando el presidente Ulysses S. Grant lo nombró Secretario del  Interior.  Con variadas y diversas responsabilidades, el Departamento del Interior aumentaba a un ritmo rápido, y se había convertido en un lugar con numerosos problemas administrativos.  Para el jefe de departamento, controlar las agencias y dar forma a la política, era una tarea de enormes proporciones y en aquella época Delano como Secretario, se enfrentó a muchos problemas, pero se las arregló para durar más tiempo en su puesto que cualquier otro titular del mismo departamento en el siglo XIX. En 1871, Delano organizó una expedición a Yellowstone cuyo descubrimiento influyó en el Congreso y el presidente Grant para firmar la ley de Estados Unidos en la que el gobierno federal protegía suelo público de la intrusión de los colonos. Delano también tuvo que lidiar con las tribus americanas nativas hostiles y colonos agresivos durante una época de rápida expansión hacia el oeste estadounidense provocada por la terminación del ferrocarril transcontinental. Durante su mandato como Secretario del Interior, la ciudad de Delano, California, fundada el 14 de julio de 1873, fue nombrada en su honor. Bajo el mandato de Delano la corrupción impregnó el Departamento del Interior ya que agentes falsos en la Oficina de Asuntos Indígenas y empleados fraudulentos en la Oficina de Patentes hicieron enormes beneficios a costa de los contribuyentes y los nativos americanos. Delano dimitió debido a la evidencia de que a su hijo, John Delano, le habían dado participación en los contratos de topografía sobre la que el Departamento del Interior tenía el control. 

### Masacre Apache (1871)
El 30 de abril de 1871 la población blanca de Tucson había organizado una milicia que masacró un asentamiento Apache en Camp Grant.  Aproximadamente 144 apaches fueron asesinados, en su mayoría mujeres y niños. Veintiocho niños fueron secuestrados por la gente del pueblo de Tucson y se fueron retenidos para pedir rescate a guerreros apaches. Habiendo llamado la atención nacional, filántropos del Este y el presidente Grant denunciaron la masacre. Los ciudadanos de Arizona, sin embargo, creían que los asesinatos estaban justificados, afirmaban, porque los guerreros apaches habían matado a los carteros (los que llevaban el correo) y colonos cerca de Tucson. El presidente Grant envió el mayor general George Crook para mantener la paz en Arizona; muchos apaches se unieron al ejército de Estados Unidos para protegerse.  El 10 de noviembre de 1871 el Secretario Delano abogó al presidente Grant que se les diera a los apaches nueva tierra de reservas en Arizona y Nuevo México según la recomendación del Comisario por la Paz India Vincent Colyer donde podrían ser protegidos de cualquier ataque de colonos blancos. Delano abogó para que todos los apaches fuesen trasladados a las reservas incluyendo hombres y jóvenes guerreros, que fueron formando grupos de ataque, y no sólo a los hombres más ancianos y mujeres. El presidente Grant envió al General Oliver Otis Howard a Arizona que organizó una conferencia de paz con el líder apache Eskiminzin en mayo de 1872 en el Camp Grant. Maj. El General Howard también negoció la liberación de seis de los niños apaches cautivos para ser devuelto al Camp Grant. En diciembre de 1872, se estableció un asentamiento permanente, cerca de los ríos San Carlos y Gila, la Reserva de Indios Apache de San Carlos; habiendo sido acordado por el General Howard y Eskiminzin. 

### Yellowstone (1871)

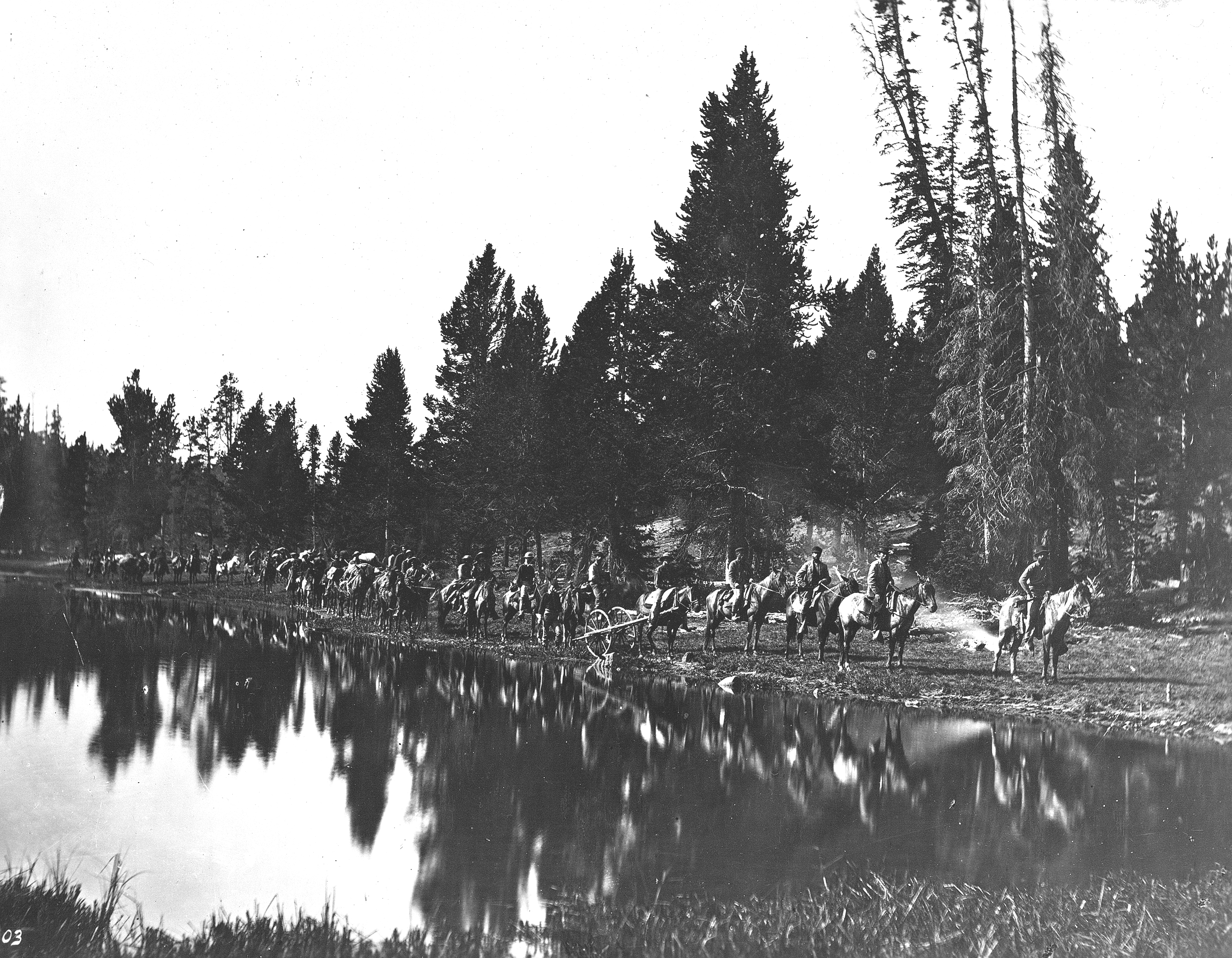
Expedición Geológica de Hayden1871

En 1871, el Secretario Delano organizó la primera expedición científica financiada por el gobierno federal de Estados Unidos a Yellowstone encabezada por el geólogo estadounidense Ferdinand V. Hayden.  Delano dio instrucciones específicas a Hayden para hacer un mapa geográfico de la zona y que hiciese observaciones astronómicas y barométricas.  Delano declaró que la expedición de Hayden estaba dirigida a "... garantizar la mayor cantidad de información posible, tanto científica como práctica... ponga toda su atención en la geología, mineralogía, zoología, botánica, y los recursos agrícolas del país." Sec. Delano también ordenó a Hayden que reuniese toda la información posible sobre las tribus de nativos americanos que vivían en la zona. La expedición de Hayden estaba compuesta por un extenso equipo de científicos que incluía dos botánicos, meteorólogo, un zoólogo, un ornitólogo, un mineralogista, un topógrafo, un artista, un fotógrafo, un médico, cazadores, los equipos de mulas y ambulancias, y personal de apoyo. Hayden presentó sus hallazgos científicos al Congreso en la Ley Orgánica de parque nacional de Yellowstone.

### Definición de las Políticas Indias (1873)
En 1873, Delano definió formalmente los objetivos y propósitos de la política de paz del presidente Grant hacia los nativos americanos. Según Delano, poniendo a los nativos americanos en las reservas era de importancia primordial, ya que esto los protegía de la violencia de la invasión de la colonización blanca.  Organizaciones cristianas en estas reservas podrían enseñar el civismo a los indios, según la creencia de Delano de que la vida comunal india llevaba a la destrucción. Delano declaró que los indios serían castigados si elegían la guerra en lugar de vivir en paz en sus reservas asignadas. Delano abogó por que los suministros que se vendiesen a los indios fueran de alta calidad y a precios razonables. Los indios serían ayudados por organizaciones religiosas íntegras que distribuirían los suministros y mejorarían la cultura india. El objetivo final de la política de paz de Grant era convertir a los indios a la civilización cristiana y prepararlos para la Ciudadanía estadounidense. Estos principios fundamentales siguieron influyendo la política de paz de India durante el resto del siglo XIX. 

### Dimisión (1875)
La prensa de 1875 informó de que existía corrupción en el Departamento del Interior bajo el Secretario Delano.  El New York Tribune informó de que el hijo de Delano especulaba en la Oficina del Agrimensor General al serle adjudicados contratos en topografía sin tener experiencia o haber prestado ningún servicio cartográfico.  El Gobernador Territorial Edward M. McCook declaró que el mismo Secretario Delano había aceptado un soborno 1.200 dólares de un banquero de Colorado, Jerome B. Chaffee, para asegurarse patentes de la tierra. Aunque no había suficiente evidencia contra Delano, la presión de la prensa sobre el presidente Grant obligó a pedir al Secretario Delano su dimisión. El Secretario Delano renunció a su cargo el 15 de octubre de 1875 estando en servicio hasta 30 de septiembre de 1875. Fue reemplazado por Zachariah Chandler que inició inmediatamente las reformas necesarias en el Departamento del Interior. El Secretario del Departamento del Interior Delano fue investigado por el Congreso y el presidente Grant designó una Comisión especial, sin embargo, Delano fue exonerado de cualquier cargo. Sin embargo, el Secretario Chandler descubrió que hubo como 800 concesiones de tierras fraudulentas permitidas bajo el Secretario del Departamento del Interior de Delano.

## Presidente del Banco Mount Vernon
Después de su dimisión del gabinete de Grant, Delano regresó a Mount Vernon, donde se desempeñó como presidente del First National Bank de Mount Vernon durante los siguientes veinte años. Su mansión Lakeholm, construida en 1871 en las afueras de Mount Vernon, ahora es parte de la Mount Vernon Nazarene University.
Columbus Delano murió en 1896 y fue enterrado en el cementerio de Mound View en Mount Vernon, Ohio.

### Libros
- Prucha, Francis Paul (1984). The Great Father: The United States Government and the American Indians. Volúmenes 1-2. Lawrence, Kansas: University of Nebraska Press. ISBN 0-8032-8734-8.